# Nullsoft Scriptable Install System
A Nullsoft Scriptable Install System (NSIS) egy nyílt forráskódú, parancsfájl-vezérelt telepítőkészítő program a Winamp készítőitől, a Nullsoft-tól.

## Képességek
- Kicsi fejlécméret (34 kB)
- Minden, ma használatban lévő Windows-verziót támogat: Windows 95, 98, 2000, 2003, XP, Me, NT, Vista, Windows Sever 2008, Windows 7, Windows Server 2008R2, Windows 8, Windows Server 2012, Windows 8.1 and Windows Server 2012R2
- Parancsfájl alapú, amely nagyfokú testreszabhatóságot jelent
- Többnyelvű
- Plug-inek
- ZLib, BZip2 és LZMA tömörítés támogatása
- Eltávolító készítése
- Átalakítható felhasználói felület

A teljes lista (angol)